# Multiple Input Multiple Output
MIMO (ang. Multiple Input, Multiple Output) – rozwiązanie zwiększające przepustowość sieci bezprzewodowej polegające na transmisji wieloantenowej zarówno po stronie nadawczej, jak i po stronie odbiorczej. Zastosowanie techniki MIMO przynosi wiele korzyści, do których zaliczają się:
- zysk dywersyfikacji (ang. diversity gain) – wzrost niezawodności łącza spowodowany zwiększeniem odporności na zaniki Rayleigha (ang. Rayleigh fading); ponieważ sygnały pochodzące z różnych anten nadawczych są nieskorelowane, zanik sygnału pochodzącego z jednej anteny nie ma wpływu na zanik sygnału pochodzącego z innej anteny; aby zatem poziom mocy sygnału docierającego do odbiornika był niższy niż próg czułości, sygnały pochodzące ze wszystkich anten nadawczych musiałyby podlegać zanikowi; prawdopodobieństwo takiej sytuacji jest znacznie mniejsze, niż w przypadku transmisji SISO (ang. single input, single output), tzn. transmisji z jedną anteną nadawczą i jedną anteną odbiorczą,
- zysk wynikający z odbioru zbiorczego (ang. array gain) – wzrost SNR (ang. Signal to Noise Ratio – stosunku sygnału do szumu) w odbiorniku, wynikający z przetwarzania replik sygnału radiowego docierających do wszystkich anten odbiorczych. Najefektywniejszym algorytmem przetwarzającym sygnały odbiorcze jest maximum ratio combining,
- zysk multipleksacji (ang. multiplexing gain) – {\displaystyle r}-krotny (teoretycznie) wzrost przepływności łącza radiowego, gdy strumień danych podzielimy na podstrumienie, z których każdy jest wysyłany przez jedną antenę nadawczą; {\displaystyle r=\min(M;N),} gdzie {\displaystyle M} – jest liczbą anten nadawczych, natomiast {\displaystyle N} liczbą anten odbiorczych.

W odróżnieniu techniki MIMO od nowszego rozwiązania, jakim jest MU-MIMO (ang. Multi-User MIMO), nazywa się go również SU-MIMO (ang. Single-User MIMO).

## Zastosowania
Technika MIMO będzie stosowana w najbliższej przyszłości w nowoczesnych systemach radiowych. Do tej pory zastosowano ją w standardzie 802.11n, a także w systemie WiMax. Rozszerzenie systemu UMTS, które nosi nazwę LTE (ang. Long Term Evolution) przewiduje również zastosowanie transmisji wieloantenowej. Obecnie opracowywanych jest wiele systemów telekomunikacyjnych czwartej generacji (4G), w których w warstwie fizycznej obecnych będzie wiele anten nadawczych i odbiorczych, a także połączenie techniki MIMO ze zwielokrotnieniem nośnej (ang. OFDM – Orthogonal Frequency Division Multiplexing), które w literaturze występuje pod nazwą MIMO – OFDM. Jednym z takich systemów jest WINNER opracowywany obecnie na wielu technicznych uczelniach europejskich.

## MIMO w urządzeniach klienckich typu router WIFI
Wybierając router WIFI dla miejsc w których będzie przebywało wiele użytkowników możemy znacząco podnieść komfort użytkowania sieci poprzez zastosowanie urządzenia posiadającego technologię MIMO bez konieczności zakupu u dostawcy łączą o większej przepustowości.
Punkty dostępowe wykonują większość pracy w MU-MIMO

## Działanie MIMO
Ideą MIMO jest połączenie wymiaru czasowego, w którym przesyłany jest sygnał z wymiarem przestrzennym. Aby tak się stało w MIMO jest stosowane kilka anten rozmieszczonych w różnych miejscach w przestrzeni. Przesyłane w ten sposób dane muszą być kodowane za pomocą kodów przestrzennych STC (ang. Space-Time Code), dzięki czemu odbiornik odczytuje dane z odebranego sygnału.

## Rodzaje technologii MIMO

Rodzaje technologii MIMO, gdzie Tx – nadajnik, Rx – odbiornik

- MIMO (Multiple Input Multiple Output) – jest to technologia wykorzystująca wiele nadajników i wiele odbiorników
- MISO (Multiple Input Single Output) – anten nadawczych jest kilka, ale tylko jedna odbiorcza
- SIMO (Single Input Multiple Output) – antena nadawcza jest jedna a odbiorczych kilka
- SISO (Single Input Single Output) – antena nadawcza i antena odbiorcza jest tylko jedna.

## Opis matematyczny

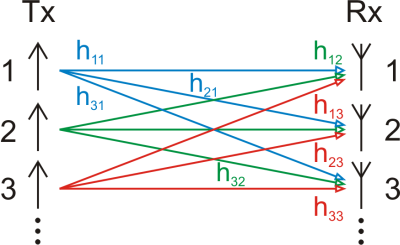
Macierz kanału MIMO z 3 strumieniami, czyli o 3 antenach nadawczych Tx i 3 antenach odbiorczych Rx

W systemie MIMO nadajnik wysyła wiele strumieni przez wiele anten nadawczych. Przesyłany strumień przechodzi przez macierz kanału, która składa się ze wszystkich możliwych ścieżek między antenami nadawczymi i odbiorczymi. Następnie odbiornik otrzymuje wektory sygnału odebranego przez wiele anten odbiorczych i dekoduje je do informacji oryginalnej. Model systemu MIMO jest następujący:
{\displaystyle \mathbf {y} =\mathbf {H} \mathbf {x} +\mathbf {n} }
gdzie {\displaystyle \mathbf {y} } i {\displaystyle \mathbf {x} } są odpowiednio wektorami odbieranymi i nadawanymi, a {\displaystyle \mathbf {H} } i {\displaystyle \mathbf {n} } to macierz kanału i wektor szumu.
- Osiągalna pojemność zamkniętej pętli systemu MIMO wynosi:

{\displaystyle C_{\mathrm {CL} }=E\left[\max _{\mathbf {Q} }\log _{2}\det \left(\mathbf {I} +\mathbf {H} \mathbf {Q} \mathbf {H} ^{H}\right)\right]=E\left[\log _{2}\det \left(\mathbf {I} +\mathbf {U} \mathbf {S} \mathbf {U} ^{H}\right)\right]}
- Osiągalna pojemność otwartej pętli systemu MIMO wynosi:

{\displaystyle C_{\mathrm {OL} }=\max _{\mathbf {Q} }E\left[\log _{2}\det \left(\mathbf {I} +\mathbf {H} \mathbf {Q} \mathbf {H} ^{H}\right)\right]=E\left[\log _{2}\det \left(\mathbf {I} +\mathbf {H} \mathbf {H} ^{H}\right)\right]}